# Эттингер, Гюнтер
Гюнтер Герман Эттингер (нем. Günther Herrmann Oettinger, род. 15 октября 1953, Штутгарт) — германский политик из партии ХДС. В 2005—2010 являлся премьер-министром федеральной земли Баден-Вюртемберг. С 2010 по 2014 год занимал должность европейского комиссара по энергетике, а с 1 ноября 2014 года являлся европейским комиссаром по цифровой экономике и обществу, с 2017 года — комиссаром по бюджету и человеческим ресурсам. Отвечает за составление бюджета ЕС на 2021—2027 годы.

## Биография
Гюнтер Герман Эттингер родился 15 октября 1953 года в Штутгарте в семье адвоката Германа Эттингера († 2004) и вырос в Дитцингене с младшим братом.
После окончания школы в Корнталь-Мюнхинген (1972) изучал право и экономику в Тюбингенском университете. В 1978 году сдал первый, в 1982 году — второй государственный судебный экзамен. В 1984 году был утвержден в качестве адвоката.
С 1982 года работал в качестве асессора, а в 1988—2005 годах был управляющим директором семейной компании Oettinger und Partner в Дитцингене, в которой он позже стал и участником. Кроме того, он стал партнером дочерней компании в Эсслингене.
Рано стал интересоваться политикой: в 1974 года он член Христианско-Демократического Союза (ХДС). С 1983 года он возглавил молодежную организацию ХДС, которой руководил по 1989 год. С 2001 по 2005 год он возглавлял отделение партии в северном Вюртемберге, а также федеральный комитет ХДС по медийной политике.
В 1984 году Эттинген был избран в региональный парламент (ландтаг) земли Баден-Вюртенберг. С 1991 по 2005 год он был лидером парламентской группы ХДС в ландтаге.
В октябре 2004 года президент министров Баден-Вюртемберга Эрвин Тойфель подал в отставку со своего поста и одновременно с поста главы ХДС в этой федеральной земле. 19 апреля 2005 года главой правительства был избран Гюнтер Эттингер, несмотря на то, что своим преемником Тойфель назвал министра образования Аннете Шаван. За Эттингера проголосовали 60,6 %.
29 апреля 2005 года Эттинген возглавил также отделение ХДС в своей федеральной земле. В 2006 году ХДС удержала большинство на выборах, а Эттингер был переизбран главой правительства.
Эттингер был делегатом ГДС на выборах президента Германии в 2004 и 2009 годах. Между 2007 и 2009 годами он работал как сопредседатель Второй комиссии по модернизации федерального государства (вместе с Петером Струком), которая разработала реформу распределения полномочий между федеральным и региональными правительствами.
После выборов 2009 года Эттингер участвовал в переговорах о формировании правительственной коалиции, а 24 октября 2009 года правоцентристское правительство Ангелы Меркель выбрало Эттингера в качестве комиссара Европейской комиссии.
Он приступил к работе 10 февраля 2010 года и в тот же день сложил полномочия главы правительства Баден-Вюртемберга.
С февраля 2010 по октябрь 2014 — европейский комиссар по энергетике.
С ноября 2014 — европейский комиссар по цифровой экономике и обществу.
С января 2017 — европейский комиссар по бюджету и человеческим ресурсам. В этой должности он сменил представительницу Болгарии Кристалину Георгиеву, перешедшую на работу во Всемирный банк. Представляя кандидата на должность, президент Еврокомиссии Жан-Клод Юнкер отметил большой политический опыт Эттингера и его хорошие контакты с Европарламентом, странами-членами ЕС и европейскими регионами.

## В Еврокомиссии
Избрание Эттингера на пост еврокомиссара по энергетике в феврале 2010 года вызвало удивление в Брюсселе, так как для европейской политики он был новым человеком и специалистом по энергетике вовсе не являлся. В немецких СМИ мелькнуло предположение о том, что, направив Эттингера в Еврокомиссию, канцлер Ангела Меркель избавилась от потенциального конкурента, который мог затмить ее.
Однако Эттингер отнесся к новой должности серьёзно: он прочитал около тысячи страниц материала, чтобы овладеть необходимыми знаниями, а баллотируясь на пост, заявил, что будет «посредником атомной энергетики, а не её посланником». Он призвал дать отдельным странам ЕС право самим решать, сохранять ли на своей территории атомные электростанции, при условии наивысших стандартов безопасности.
В 2011 году Эттингер пригрозил России «проблемами на газовом рынке ЕС» в случае, если она станет мешать Европе строить «Южный коридор» — альтернативные газопроводы из Каспийского региона.
В сентябре 2015 года Эттингер призвал изменить конституцию Германии из-за критической ситуации с беженцами, чтобы оперативно реагировать на их обращения и выдавать отказы на предоставление убежища. Он считал, квоты на предоставление убежища беженцам между странами — членами ЕС должны распределяться на добровольной основе.
В качестве комиссара по цифровой экономики Эттингер был одним из инициаторов отмены платы за роуминг внутри ЕС, что было внедрено во втором квартале 2017 года.
Под руководством Эттингера в 2017 году началась разработка бюджета ЕС на 2021—2027 годы, на который значительно повлияла потеря британского взноса в результате Brexit. Многие статьи бюджета подверглись сокращению, однако увеличиваются ассигнования третьим странам для предотвращения потомка беженцев в ЕС. Эттингер выступил за то, чтобы страны ЕС выплатили свой долг Турции на содержание лагерей беженцев на её территории и способствовали тому, чтобы и в дальнейшем беженцы оставались бы вне европейских границ.

### Бюджет ЕС на 2021—2027 годы
В преддверии прогнозируемого на рубеже десятилетия экономического кризиса Эттингер и Директорат бюджета Еврокомиссии предложили новую концепцию общих финансов, нацеленную на инновационное общество и сплочённость, а также использование преимуществ общего рынка.

#### Принципы нового бюджета
1. Бюджет Евросоюза вовсе не так велик — он формировался от взносов стран-участниц в размере 1,17 % от годового ВВП и 20 % от собираемых таможенных пошлин. В общем каждый житель ЕС платил в общий бюджет сумму, эквивалентную цене чашки кофе. В новый период планирования взносы от ВВП уменьшатся до 1,13 %, а таможенные до 10 %. Но появятся новые статьи доходов — налог за непереработанный пластик, доля от доходов от торговли квотами на эмиссию СО2 и доля от собираемого налога на прибыль предприятий.
2. Надо избавиться от нарратива «получать из бюджета больше, платить в бюджет меньше». Общие ценности и выгоды самого крупного в западном мире рынка товаров и услуг — вот что объединяет ЕС и позволяет ему быть конкурентоспособным на мировой арене.
3. Власть права. Евросоюз будет усиливать защиту бюджета от финансовых рисков и неукоснительно требовать дисциплины от стран-участниц. Если те нарушат правила, это может привести к прекращению финансирования из еврофондов, при том, что не снимет обязательств страны-нарушителя перед получателями средств. Таким образом, уклонисты будут наказаны деньгами.

## Скандал после речи на похоронах Ганса Фильбингера
В апреле 2007 года вокруг Гюнтера Эттингера разгорелся скандал после того, как во время речи на похоронах бывшего премьер-министра Баден-Вюртемберга Ганса Фильбингера он назвал умершего «борцом против нацистского режима». Ганс Фильбингер в своё время был вынужден уйти в отставку после того, как было обнаружено, что в последние месяцы Второй мировой войны он подписывал смертные приговоры дезертирам в немецкой армии.
Высказывания Эттингера вызвали в Германии волну осуждения и привели даже к критике со стороны канцлера Ангелы Меркель, состоящей с ним в одной партии. Под общественным давлением Эттингер извинился за свои слова, и в Германии продолжилась дискуссия о том, в какой мере некоторые круги ХДС до сих пор проникнуты симпатией к праворадикальным взглядам.

## Благотворительность
Эттингер является покровителем благотворительной организации Мы помогаем Африке.